# 卡斯唐代
卡斯唐代（法語：Castandet，法語發音：[kastɑ̃dɛ]）是法国朗德省的一个市镇，属于蒙德马桑区。

## 地理
卡斯唐代（43°48'25"N, 0°20'32"W）面积16.66 平方千米，位于法国新阿基坦大区朗德省，该省份为法国西南部沿海省份，是法國本土面积第二大的省，北起吉倫特省，西临大西洋，南至大西洋比利牛斯省，东临热尔省，东北与洛特-加龍省接壤。
与卡斯唐代接壤的市镇（或旧市镇、城区）包括：博尔代雷和拉芒桑、阿杜尔河畔卡泽尔、阿杜尔河畔格勒纳德、翁唐克斯、莫兰、皮若-勒普朗、圣然。
卡斯唐代的时区为UTC+01:00、UTC+02:00（夏令时）。

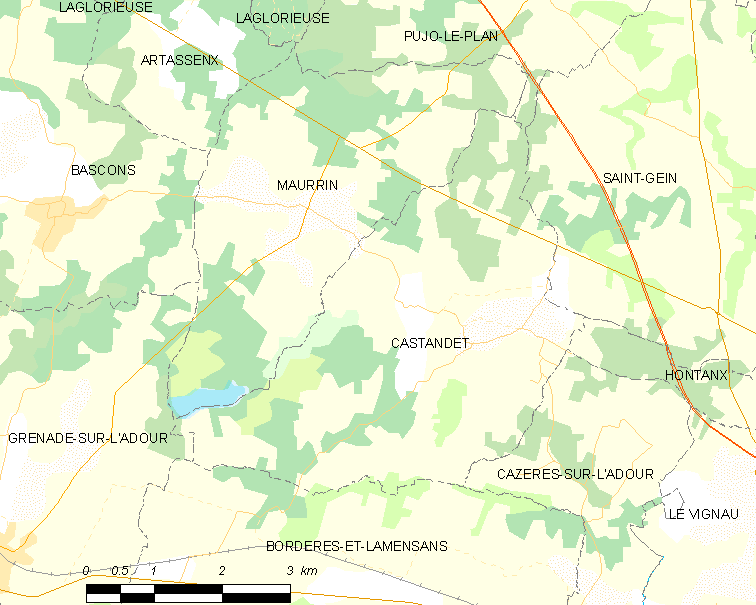
卡斯唐代的OSM定位图

## 行政
卡斯唐代的邮政编码为40270，INSEE市镇编码为40070。

## 政治
卡斯唐代所属的省级选区为阿杜尔-阿马尼亚克县。

## 人口

1962-2008年间卡斯唐代人口变化图示

卡斯唐代于2022年1月1日时的人口数量为420人。